# SOLD OUT (テレビ番組)
『SOLD OUT』（ソールド・アウト）は、1997年7月29日から2001年3月28日まで関西テレビで毎月最終週深夜に放送されていた、関西テレビ事業局のイベント情報番組である。関西ローカルで放送。

## 概要
関西テレビが主催するイベント（舞台、ミュージカル、コンサートなど）に関する内容や徹底追求させる番組である。イベントによっては、番組内で随時チケットの電話予約を受け付けていた。番組の終了後は、後継番組として『プラチケ!』が毎月最終水曜日 25:20 - 25:50に放送されていた（2006年3月29日終了）。

## 出演者
- 小林すすむ
- 細木美和
- トゥナイト